# Wilhelm II. (Flandern)

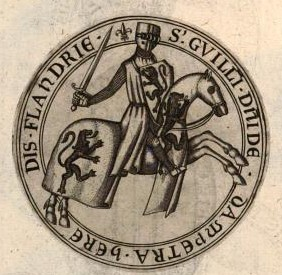
Siegel Wilhelms II.

Wilhelm II. (* 1224; † 6. Juni 1251) war ab 1231 als Wilhelm III. ein Herr von Dampierre aus dem Haus Dampierre. Als Wilhelm II. wurde er 1246 Graf von Flandern. Er war der Sohn von Gräfin Margarete II. der Schwarzen von Flandern und des Herrn Wilhelm II. von Dampierre.
Seine Mutter hatte bereits zwei ältere Söhne aus ihrer Beziehung mit Burkhard von Avesnes, die allerdings nicht als rechtsgültige Ehe anerkannt worden war. Dennoch erhoben die Avesnes-Brüder einen Erbanspruch, wodurch der flämische Erbfolgekrieg ausgelöst wurde. Nachdem König Ludwig IX. von Frankreich 1246 schlichtete und die Dampierre-Brüder als Erben Flanderns anerkannte wurde Wilhelm von seiner Mutter zum Mitgrafen ernannt.
Wilhelm nahm am sechsten Kreuzzug nach Ägypten teil und geriet dort im April 1250 in die Gefangenschaft der Mameluken. Nach der Freilassung begleitete er König Ludwig IX. mit nach Akkon, von wo aus er mit dem Grafen Karl von Anjou nach Frankreich zurückreiste. Zur Feier seiner Rückkehr veranstaltete Wilhelm in Trazegnies ein Turnier, bei dem er starb. Anhänger der Avesnes-Brüder wurden des Mordes verdächtigt, worauf der Erbstreit von neuem ausbrach. Wilhelm wurde in der Abtei Marquette bei Lille bestattet.
Im November 1247 heiratete er Beatrix von Brabant (1225–1288), Tochter von Heinrich II., Herzog von Brabant, und Maria von Schwaben, Witwe von Heinrich Raspe, Landgraf von Thüringen und Römisch-deutscher König. Die Ehe blieb kinderlos, wodurch sein jüngerer Bruder Guido als Graf von Flandern nachfolgte.